# Годишњица
Годишњица или облетница је дан на који се пре годину или више дана збио неки догађај.
Већина држава има свој облик годишњице који се зове дан државности и означава датум када је проглашена независност или донет устав. Најпознатији облици годишњице у народу су рођендани када се слави дан када је одређена особа рођена.